# Sarpsborg FK
Sarpsborg FK (SFK) is een Noorse voetbalclub uit Sarpsborg. De club werd opgericht op 8 mei 1903.
Sarpsborg speelde 22 seizoenen in de hoogste klasse en won zes keer de beker van Noorwegen. In 2007 trad het eerste elftal, dat toen in de Noorse Tweede Divisie (3e niveau) speelde, van de club toe tot de fusieclub Sarpsborg 08 FF. Het tweede elftal werd het eerste elftal en nam voor het seizoen 2008 de plaats van het B-elftal over in de 5.divisjon.

## Erelijst
- Beker van Noorwegen

Winnaar: 1917, 1929, 1939, 1948, 1949, 1951
Finalist: 1906, 1907, 1925, 1934, 1935, 1964

## In Europa
#Q = #kwalificatieronde, #R = #ronde, PO=Play Offs, Groep = groepsfase, 1/8 = achtste finale, 1/4 = kwartfinale, 1/2 = halve finale, F = Finale, T/U = Thuis/Uit, W = Wedstrijd, PUC = punten UEFA coëfficiënten .
Uitslagen vanuit gezichtspunt Sarpsborg FK
| Seizoen | Competitie           | Ronde | Land              | Club             | Totaalscore | 1e W    | 2e W    | PUC |
| ------- | -------------------- | ----- | ----------------- | ---------------- | ----------- | ------- | ------- | --- |
| 1970/71 | Jaarbeursstedenbeker | 1R    | Vlag van Engeland | Leeds United AFC | 0-6         | 0-1 (T) | 0-5 (U) | 0.0 |

## Bekende (oud-)spelers
- Asbjørn Hansen
- Egil Olsen
- Thor Spydevold